# Caenorhabditis nigoni
Espèce
Synonymes
- Caenorhabditis sp. 9

Caenorhabditis nigoni est une espèce de nématodes de la famille des Rhabditidae et dont il existe plusieurs souches (JU1325, JU1422, KK-2011, MAF-2010).

## Systématique
L'espèce Caenorhabditis nigoni a été décrite en 2014 par Marie-Anne Félix, Christian Braendle (d) et Asher D. Cutter (d).

## Étymologie
Son épithète spécifique, nigoni, lui a été donnée en l'honneur du zoologiste et biologiste français Victor Nigon (1920-2015) spécialiste des nématodes et professeur de biologie et de génétique à la faculté des sciences de Lyon.

## Études phylogénétiques
Une étude phylogénétique réalisée en 2014 révèle la présence de deux super-groupes, 'Elegans' et Drosophilae parmi les espèces du genre Caenorhabditis et de deux groupes (Elegans et Japonica) au sein du super-groupe Elegans. Cette étude révèle aussi que C. nigoni est l'espèce-sœur de C. briggsae tandis que C. elegans est seul, basal dans le groupe Elegans.

## Publication originale
- (en) Marie-Anne Félix, Christian Braendle et Asher D. Cutter, « A Streamlined System for Species Diagnosis in Caenorhabditis (Nematoda: Rhabditidae) with Name Designations for 15 Distinct Biological Species », PLOS One, PLoS, vol. 9, no 4,‎ 11 avril 2014, e94723 (ISSN 1932-6203, OCLC 228234657, PMID 24727800, PMCID 3984244, DOI 10.1371/JOURNAL.PONE.0094723, lire en ligne).